# Kolonia Wierzbie
Kolonia Wierzbie – wieś w Polsce położona w województwie wielkopolskim, w powiecie konińskim, w gminie Sompolno. Miejscowość wchodzi w skład sołectwa Wierzbie.
W latach 1975–1998 miejscowość należała administracyjnie do województwa konińskiego.
Mieszkańcy Kolonii Wierzbia wyznania katolickiego przynależą do parafii św. Marii Magdaleny w Sompolnie.